# Streets of Fire
Streets of Fire és una pel·lícula neo-noir musical de rock estatunidenca del 1984 dirigida per Walter Hill i coescrita per Hill i Larry Gross. Es descriu als crèdits i pòsters inicials com "A Rock & Roll Fable" i és una barreja de diversos gèneres cinematogràfics amb elements retro dels anys 50 teixits en temes actuals dels anys 80. La pel·lícula és protagonitzada per Michael Paré, Diane Lane, Rick Moranis, Amy Madigan, Willem Dafoe, E.G. Daily, i Deborah Van Valkenburgh.
Streets of Fire va ser llançat als Estats Units l'1 de juny de 1984 per Universal Pictures. La pel·lícula va ser una bomba de taquilla, que va recaptar 8 milions de dòlars contra un pressupost de producció de 14,5 milions de dòlars.

## Trama
Una rondalla de rock atemporal enmig d'un panorama de desenfrenament i rock & roll. La banda de criminals anomenada Els Bombarders, dirigida pel perillós Raven Shaddock (Willem Dafoe), segresta la preciosa cantant de moda Ellen Aim (Diane Lane). L'esperança de ser rescatada del seu segrestador descansa en uns atípics herois: el caçador de recompenses Tom Coddy (Michael Paré), qui era l'antic xicot d'Ellen, i la seva ajudant i exsoldat McCoy (Amy Madigan), qui pot reparar tot el que tingui rodes. Tots dos comptaran amb l'ajuda del manager de la cantant, Billy Fish (Rick Moranis). Tots junts s'introduiran en un món de carrers perillosos, cotxes ràpids i assassins per onsevulla.

## Repartiment
- Michael Paré - Tom Cody
- Diane Lane - Ellen Aim
- Rick Moranis - Billy Fish
- Amy Madigan - McCoy
- Willem Dafoe - Raven Shaddock
- Deborah Van Valkenburgh - Reva Cody
- Richard Lawson - Ed Price
- Rick Rossovich - Officer Cooley
- Bill Paxton - Clyde
- Lee Ving - Greer
- Stoney Jackson - Bird
- Mykelti Williamson - B.J.
- Grand Bush - Reggie
- Robert Townsend - Lester
- E.G. Daily - Baby Doll

## Producció

### Desenvolupament
El concepte de Streets of Fire es va unir durant la realització de Límit: 48 hores, i va reunir el director Walter Hill amb els productors Lawrence Gordon i Joel Silver, i el guionista Larry Gross, tots ells van treballar junts en aquesta producció. Gross later recalled:
| « | Streets of Fire va començar amb l'eufòria de saber que a Paramount li agradava molt 48 i volia estar en negocis amb nosaltres si podien. Què va passar que després de projectar aquest tall per a Paramount, Larry va mirar en Walter i va dir: "La Paramount està embarassada; anem a buscar alguna cosa i ho configurem de seguida". Walter sabia què volia dir, que estàvem en una posició fantàstica aquí, així que va dir: "Podem fer-ho de dues maneres: presentar una idea ara i aconseguir un acord, o escriure un guió amb especificacions i obtenir molts més diners." Walter es considera orgullosament un capitalista, així que va suggerir que fem això últim. | » |

Segons Hill, els orígens de la pel·lícula van sorgir del desig de fer el que ell pensava que era una pel·lícula perfecta quan era adolescent, i de posar-hi totes les coses que ell pensava que eren "genials aleshores i que encara tinc molt afecte: cotxes personalitzats, petons sota la pluja, neó, trens a la nit, persecució a alta velocitat, rebomboris, estrelles del rock, motocicletes, acudits en situacions difícils, jaquetes de cuir i questions d'honor".
Segons Gross, Hill volia fer una pel·lícula sobre l'heroi del còmic, però com que no li agradava "cap dels còmics" que havia llegit, volia que fos un personatge original. "Volia crear la seva pròpia "pel·lícula de còmics", sense que el material original fos realment un còmic", va dir Gross, cosa que va portar a la creació de Tom Cody.

### Guió
Els quatre homes van començar a planificar Streets of Fire mentre completaven 48 Hores. Gross va publicar un diari del rodatge de 48 Hours que tenia una entrada datada el 12 d'agost de 1982, la nit abans de començar el rodatge d'aquesta pel·lícula:
| « | Walter em presenta una pàgina de notes que ha preparat per a un nou guió. Serà la primera d'una sèrie d'aventures d'un heroi d'acció que s'ha pensat crear durant molt de temps. El nom del personatge és Tom Cody. I el Walter té la idea de crear una franquícia sobre ell... presentar-lo com a The Stranger. Em pregunta si m'interessa escriure el guió amb ell... Li pregunto és el Papa Catòlic? Larry [Gordon] i Joel [Silver] anirien en aquest viatge. Em convé. | » |

Durant 48 Hours, Gross va dir que pensava que Hill havia rebut "una calúmnia sobre la qüestió de la dona" al llarg dels anys. "La gent pensa que no li agraden les dones i ell sap que això no és cert. Crec que això es demostrarà encara més clarament a les seves properes pel·lícules. Em va dir que faria una cosa nova: posarà un personatge femení al centre de la narració."
Larry Gross va dir més tard que es van veure afectats "com tothom en aquell moment" per l'èxit de Flashdance i van decidir durant l'escriptura que la pel·lícula seria un musical:
| « | Dèiem que aquesta pel·lícula és una pel·lícula estilitzada, no és tan diferent del món d'un musical. I hi havia algunes coses més que van contribuir a aquesta direcció. Una va ser la decisió per part d'Universal, una decisió boja, de rodar la pel·lícula gairebé íntegrament a l'estudi sota una lona. Van construir aquesta gegantina lona, i la Bateria i tots aquests altres llocs es van construir com a llocs reals. Els Richlands. I perquè ho sàpigues, som a principis dels 80 i teníeu pel·lícules estilitzades, com ara New York City, que es feien al plató i aquesta idea estava a l'aire. Aquella idea d'un univers totalment artificial. La qüestió és que teníem present una frase inspirada en George Lucas: "en una galàxia fa molt de temps", un passat futurista. Això estava al nostre cap... hi ha el passat i hi ha el futur, tot una mica. | » |

Walter Hill va pensar que "el públic t'acompanyarà quan configures un món abstracte amb valors adolescents i interpretes un drama dins d'això. Era una mica real, però no ho era realment. Sempre vaig dir que sempre que algú diu fantasia que penso immediatament en més coses de Disney. La idea d'un drama contundent en un món de fantasia, que era una mica diferent en aquell moment... Sempre ho vaig pensar com un musical. Van veure que funcionava al món d'un vídeo de MTV.
Gross diu que ell i Hill també van ser influenciats per les pel·lícules per a adolescents de John Hughes.
{{cita|Estàvem a l'univers de la pel·lícula per a adolescents. realitat adolescent. Així que vam dir que aquí és el que serà estrany del món de la nostra pel·lícula: Ningú tindrà més de 30 anys. El món és una escola secundària, bàsicament. I Tom Cody serà l'heroi del futbol. I Willem Dafoe és el greaser. Recordeu: vau tenir John Hughes en aquell moment, i després vau tenir Coppola fent dues pel·lícules de secundària: The Outsiders i Rumble Fish. Així que Walter va dir que farem una pel·lícula de secundària que també serà un còmic i també serà un musical.
Gross diu que Hill no volia que la pel·lícula fos especialment violenta: no hi hauria sang i ningú moriria. "Diria que seria inadequat dirigir aquesta pel·lícula si hi hagués sang", va dir Gross. "Estem al món de Cocteau, estem al món de La Bella i la Bèstia. Això és un conte de fades. Ara... va oblidar esmentar que alguns contes de fades són molt violents."
Gross i Hill treballarien les seves idees en detall. Gross faria un esborrany i Hill el reescriuria. "No li agradava crear guions des de zero; li encantava reescriure". Tanmateix, en aquesta etapa, Gross i Hill havien treballat junts tan de prop, Gross diu "Vaig començar a desenvolupar un fort sentit per saber com sonar com ho feia ell."

### Finançament
Quan es va acabar el guió, el van enviar a Paramount. Gross diu que Jeff Berg (l'agent de Walter), Larry Gordon i Michael Eisner, cap de producció de Paramount, "van tenir una mena de baralla quan es va acabar el guió. Vam saber més tard que, crec, Eisner va rebutjar. Així que no van prémer el gallet i Berg el va acabar venent a Universal."
Van enviar el guió a l'executiu de Universal Bob Rehme un divendres (el gener de 1983) i al final del cap de setmana, l'estudi els havia donat el vistiplau per fer la pel·lícula. Aquesta va ser la llum verda més ràpida que havia rebut Hill i la va atribuir a l'èxit de taquilla de 48 Hours.

### El títol
El títol de la pel·lícula prové d'una cançó escrita i gravada per Bruce Springsteen al seu àlbum de 1978 Darkness on the Edge of Town. Les negociacions amb Springsteen pels drets de la cançó van retardar la producció diverses vegades. Originalment, es van fer plans perquè la cançó aparegués a la banda sonora de la pel·lícula cantada per Ellen Aim al final de la pel·lícula, però quan a Springsteen se li va dir que la cançó seria gravada de nou per altres vocalistes, va retirar el permís perquè s'utilitzés la cançó. Jim Steinman va ser contractat per escriure les cançons d'obertura i de tancament, i "Streets of Fire" va ser substituïda per "Tonight Is What It Means to Be Young". L'estudi van afirmar que van substituir la cançó de Springsteen perquè era un "descens".

### Càsting
Quan es tractava de repartir la pel·lícula, Hill volia anar amb un grup jove de relatius desconeguts. Gross diu "Sempre va haver-hi la idea que anàvem a descobrir un nou Steve McQueen, saps? Un noi blanc i jove que anava en moto i portaria una carabina a l'espatlla i seria una icona popular".
Entre els actors que van veure per al paper de Tom Cody hi havia Eric Roberts, Tom Cruise i Patrick Swayze. Gross diu que volien Tom Cruise i li van fer una oferta, però ja havia acceptat un altre paper
Hill va saber parlar de Michael Paré pel mateix agent que li va recomanar Eddie Murphy per 48 Hrs (la seva aleshores xicota i posterior esposa Hildy). El març de 1983 Paré havia aparegut en dues pel·lícules, Eddie and the Cruisers i Undercover, que encara no s'havien estrenat. Per a Hill, Paré "tenia la qualitat adequada. Era l'únic actor que vaig trobar que era adequat per al paper... una combinació sorprenent de duresa i innocència." Paré va dir del seu personatge: "És algú que pot entrar i arreglar-ho tot."
El personatge d'Ellen Aim va ser escrit com una dona de 28 anys. Gross diu que volien Daryl Hannah però no van poder arribar a un acord a temps. Diane Lane va llegir el paper quan tenia 18 anys. Hill es va mostrar reticent a agafar-la perquè sentia que era massa jove per al paper. Hill va conèixer Lane a la ciutat de Nova York i ella va fer una audició per a ell amb pantalons de cuir negre, un top de malla negra i botes de taló alt. Es va sorprendre amb el seu "compromís total per vendre's com una estrella del rock 'n' roll". L'actriu havia participat en més de 10 pel·lícules quan va fer Streets of Fire' '. Va descriure el seu personatge com "el primer paper glamurós que he tingut". Hill va quedar tan impressionat amb el seu treball a la pel·lícula que va escriure escenes addicionals per a ella durant el rodatge.
"Estàvem molt emocionats amb Diane Lane perquè estava protagonitzant dues pel·lícules de Francis Ford Coppola que es feien a Oklahoma", diu Gross. "Així que vam tenir l'aprovació d'escollir la persona que va triar Francis Ford Coppola."
Amy Madigan fou agafada originalment per a Reva, la germana de Cody, i va dir a Hill i Silver que volia interpretar el paper de McCoy que, recorda, "va ser escrit per ser interpretat per un home amb sobrepès que era un bon soldat i realment necessitava una feina. Encara podria ser dur i fort i que una dona ho fes sense reescriure la part." A Hill li va agradar la idea i la va contractar.
Willem Dafoe va ser recomanat per Kathryn Bigelow, que acabava de fer una pel·lícula amb ell. Bigelow estava sortint amb David Giler, un col·laborador i amic de Hill en aquell moment. Gross va dir més tard que pensava que Dafoe "pot haver estat el millor de la pel·lícula".

### Rodatge
La producció va començar a Chicago l'abril de 1983, després es va traslladar a Los Angeles durant 45 dies, i finalment dues setmanes en una fàbrica de sabó a Wilmington, Califòrnia, amb rodatge addicional a Universal Studios. El rodatge es va acabar el 18 d'agost de 1983. Els 10 dies de rodatge a Chicago van ser exteriors de nit, en llocs que incloïen andanes de línies de metro elevades i les profunditats de Lower Wacker Drive. Per a Hill, els metro i el seu aspecte eren crucials per al món de la pel·lícula i representaven un dels tres modes de transport: els altres dos eren cotxes i motocicletes.
Durant el rodatge a Chicago, la producció va estar afectada per les inclemències del temps que incloïa pluja, calamarsa, neu i una combinació de tots tres. Les escenes del metro es van filmar a Chicago a moltes ubicacions, com ara: LaSalle Street (línia blava), Lake Street (línia verda), Sheridan Road (línies vermelles, morades) i Belmont Avenue (línies vermelles, marrons i morades). Es va utilitzar la parada de Damen Avenue (Línia Blava, a les avingudes Damen, North i Milwaukee).
El dissenyador de producció John Vallone i el seu equip van construir una línia de tren elevada a la part posterior d'Universal Studios que s'adaptava perfectament a les de Chicago. L'equip de la pel·lícula es va enlonar al carrer New Street i Brownstone. per a l'escenari del districte de Richmond, cobrint-los completament perquè les escenes nocturnes es poguessin filmar durant el dia. Aquesta lona mesurava 1.240 peus de llarg per 220 peus d'ample en tots dos conjunts, i va costar 1,2 milions de dòlars per construir. Tanmateix, això va presentar problemes inusuals. El so de l'aleteig de la lona al vent interferia amb el diàleg dels actors. Els ocells que havien niat a la lona van proporcionar les seves pròpies interrupcions sorolloses.
L'exterior del Richmond Theatre on Ellen Aim canta al començament de la pel·lícula es va rodar al fons, i l'interior es va fer al Wiltern Theatre de L.A. durant dues setmanes. Les escenes de fàbrica que tenen lloc a Battery es van filmar en una fàbrica de sabó podrida a Wilmington, Califòrnia, durant deu nits. El bloqueig de la policia d'Ardmore es va filmar a prop del carrer 6 de l'est de Los Angeles, prop de la conca d'inundació. Tot i que es veuen tres districtes, la ciutat té un total de cinc districtes: el Richmond, el Strip, el Battery, el Cliffside i el Bayside. Un districte addicional, Ardmore, també apareix a la pel·lícula, però pot ser que sigui un municipi separat, ja que no porta "el".
La producció va emprar 500 extres per interpretar als ciutadans del districte de Richmond. El director de fotografia Andrew Laszlo va rodar la pel·lícula amb molt poca llum, donant a les imatges una qualitat "de baixa tecnologia". La coreografia de les dues cançons que canta Ellen Aim i la dels Sorels va ser realitzada per Jeffrey Hornaday. La il·luminació d'aquestes escenes de concert va ser a càrrec de Mark Brickman, que també va il·luminar concerts per a Bruce Springsteen i Pink Floyd. A més, es van utilitzar 12 models Studebaker dels anys 1950 i 1951 com a cotxes de policia. Més de 50 motocicletes i els seus conductors van ser presentats com els Bombers, i van ser escollits entre 200 membres de clubs reals de Los Angeles com The Crusaders i The Heathens.
Segons el director de fotografia Andrew Laszlo, l'estil de la pel·lícula va ser dictat per la història. L'aspecte dels Richmond era molt suau i els colors no cridaven l'atenció sobre si mateixos. La llum de The Battery era contrastada i dura, amb colors vius. Al districte de Parkside s'utilitzen estampats i quadres d'Argyle, i les llums de neó acoloreixen la Strip.
Walter Hill va dir més tard que se sentia "humilitat" pel rodatge:
| « | Crec que pensava que podia gestionar les coses. No sabia com fer música. La música havia estat important a les meves pel·lícules, normalment era postproducció. Era una cosa difícil de rodar. Ja tenia un gran respecte per gent com Minnelli. Semblava que no podia resoldre-ho sense posar diverses càmeres i rodar una gran quantitat de pel·lícules... Més tard em vaig adonar o vaig parlar amb la gent sobre això i MGM en els vells temps tenia contracte i assajaven per a tothom setmanes. Això no ho entenem. El posaríem en escena i el rodaríem. Vam rebre les cançons moltes vegades només uns dies abans de rodar. Només tenim la cançó final. No teniem l'avantatge estructural de l'antic sistema d'estudi. Va fer un rodatge molt ineficient. No crec que hi hagués cap altra manera de fer-ho donades les circumstàncies. | » |

A causa de la coreografia i la configuracions entre les preses de cada escena, l'enfrontament clímax de 4 minuts entre Cody i Raven va trigar un temps considerable a rodar-se. Paré ho va estimar en quatre setmanes:
| « | En Willem i jo ho vam rodar durant dues setmanes, i després en Walter la va rodar durant dues setmanes més amb els dobladors. Tota aquella escena era cosa de Walter. Havia de fer alguna cosa així, sobretot després del que havia fet a Hard Times (1975). | » |

Michael Paré va recordar més tard:
| « | T'has d'adonar que, de tot el repartiment, ningú tenia més de trenta anys. Diane Lane tenia, crec, divuit anys. Va ser una producció de Hollywood enorme. El meu gerent em va fer llogar una limusina per recollir-me a casa i portar-me a la feina. Vaig dir: "Jesús, això és increïble. Això és... Hollywood. El Hollywood real. El Hollywood del qual fan pel·lícules". ... feia por. I Walter no és el tipus de persona que treballa bé amb nens. És un vaquer. És com John Ford. "No em pregunteu com actuar! Sóc director!" (Riu) | » |

Paré també va dir que va tenir problemes amb Rick Moranis:
| « | Rick Moranis em va treure de pollaguera. Hi ha tota aquesta onada de comèdia d'insults. Al món real, si algú t'insulta un parell de vegades, pots pegar-li. O colpejar-los. No es pot fer això en un plató de pel·lícula. I aquests comediants passen per aquí i poden dir el que vulguin. No sóc tan útil amb això. Els còmics són una raça especial. Et poden antagonitzar i dir el que vulguin... i tu no pots fer res per aturar-los... És aquest noiet d'aspecte estrany que no es va poder ficar a una casa de putes amb un grapat de cinquanta anys. Ell m'imitaria. El primer que em diu és "Actues genial o ets realment genial?" Aquesta va ser la primera frase que em va sortir de la boca a l'oficina de Joel Silver. I vaig dir: "Oh... això no anirà bé". Però era un dels estimats amics de Joel i va acabar fent un munt de pel·lícules per a Disney. Simplement no era tan agut. No estava preparat per a aquest tipus de merda. | » |

Paré va dir que l'esborrany original del guió va fer que Tom Cody matés Raven amb un ganivet. "A Walter li va agradar molt la idea perquè tenia Tom Cody guanyant a tota costa". No obstant això, això es va canviar per una lluita justa per tal d'aconseguir una qualificació de PG.
Paré no sempre es va entendre bé amb Walter Hill:
| « | Crec que Walter és un escriptor de cor. Els escriptors no sempre són tan bons per comunicar-se en persona. També és un fill de puta dur. És com un vaquer. La seva cadira de director estava feta de cuir i a la part posterior es podia llegir "Lone Wolf". Solia freqüentar clubs d'armes i no era un noi molt delicat... Estàvem fent una escena d'amor. Quan van dir "Necessitem ADR l'escena amorosa". Em vaig espantar molt. Mai havia fet una escena d'amor abans... Realment necessitava ajuda per superar-la. Vaig entrar en pànic i Joel Silver va trucar a Walter i d'alguna manera el va convèncer perquè vingués i em dirigia a través de l'ADR. Streets of Fire va ser una gran pel·lícula per a mi, i em vaig quedar aclaparat. Crec que això va molestar a Walter. Crec que pensava que jo era un noi necessitat. Estava acostumat a treballar amb actors que tenien experiència com Nick Nolte o David Carradine. Sempre m'he preguntat per què Walter no ha volgut treballar mai més amb mi. Crec que era massa senyor per dir-me que jo era massa necessitat en aquell moment. | » |

E.G. Daily que interpretava Baby Doll diu que va ser "una cosa molt frustrant per a mi" no cantar a la pel·lícula "Perquè Diane Lane estava cantant, i recordo haver pensat "Ah!" Va ser molt frustrant per a mi. Va ser dolorós. Perquè volia estar a l'escenari cantant amb aquells nois... Però aleshores sempre interpretava aquells personatges peculiars. No vaig aconseguir aquests protagonistes fantàstics. Tinc aquells millors amics dels protagonistes, personatges peculiars i divertits. Putes amb un cor d'or. Rars."
Gross i Hill es van reunir amb els editors els caps de setmana i van mirar les imatges. Gross recorda que unes cinc setmanes després del rodatge de 14 setmanes:
| « | Em vaig girar cap a Walter i li vaig dir: "Aquesta pel·lícula és una mica més estranya del que pensàvem... No ens vam preveure quina seria la combinació d'elements. Teníem un concepte de disseny molt conscient de la pel·lícula, però jo d'alguna manera, crec que Streets of Fire tractava d'ampliar el concepte The Warriors a un escenari més gran. Però no enteníem del tot fins a quin punt seria, pel que fa a la combinació d'elements, quan expandint-la a una escala més gran, va canviar. La gran mida de la pel·lícula, composicionalment, va canviar el significat de les coses i la va convertir en un conte de fades... The Warriors, estava teixida amb un sentit únic de realisme. El fet d'haver fet un tracte amb colles reals per ser extres a la pel·lícula. Hi havia una autèntica dialèctica godardiana entre l'artifici i la realitat. És una pel·lícula molt real, en alguns aspectes, però és molt artificial alhora... Ho vam tornar a fer, però vam posar l'accent en l'artifici. I no ho vam fer del tot... Vull dir que teníem massa integritat. Vam anar més lluny amb això, potser, del que hauríem d'haver. No ho sé. No puc ajuntar tot el que no va funcionar, però el més perjudicial és que no teníem l'actor adequat per a Tom Cody. Potser si haguéssim tingut Tom Cruise, hauríem tingut un èxit. Però el nostre compromís de ser estilitzat va ser exhaustiu i conscient i potser massa extrem per al públic principal. | » |

Gross també va escriure que "hi havia una possibilitat d'alguna cosa fantàstica, però la primera decepció fonamental amb el personal clau (en aquest cas, l'estrella, Michael Paré) ens va fer front a tots per afrontar la possibilitat que no sortís així."

## Música

### Banda sonora
Jimmy Iovine va produir cinc de les cançons per a la pel·lícula i l'àlbum de la banda sonora. Per a la veu cantant d'Ellen, va combinar les veus de Laurie Sargent i Holly Sherwood, facturant-los com a "Fire Incorporated". The Attackers eren els companys de banda de la vida real (Face to Face) de Sargent, que van proporcionar la veu principal a les cançons d'Ellen "Nowhere Fast", "Never Be You" i "Sorcerer", i veus de suport a "Tonight Is What It Means to Be Young". La versió de "Sorcerer", composta per Stevie Nicks, que figurava a l'àlbum de la banda sonora real, va ser interpretat per Marilyn Martin. La versió de "Never Be You" que apareixia a l'àlbum de la banda sonora va ser interpretada per Maria McKee.
Dues cançons escrites per Jim Steinman formaven part de la banda sonora: "Tonight Is What It Means to Be Young" i "Nowhere Fast", ambdues interpretades per 'Fire Incorporated', amb Holly Sherwood com a veu principal en el primer i Laurie Sargent en el segon. El títol del primer es va utilitzar com a lema en alguns materials promocionals de la pel·lícula. La selecció de Dan Hartman "I Can Dream About You" és la cançó més exitosa de la pel·lícula, i es va convertir en un Billboard top 10 hit el 1984 (també del seu àlbum d'estudi del mateix nom). A la pel·lícula, la cançó s'interpreta a l'escenari al final de la pel·lícula per 'The Sorels', un grup fictici d'estil doo-wop format pels actors Stoney Jackson, Grand L. Bush, Mykelti Williamson, i Robert Townsend. Tanmateix, la cançó en realitat va ser cantada per a la pel·lícula per Winston Ford, la veu del qual va ser sincronitzada amb els llavis per Jackson a la pel·lícula. Tot i que, per tant, hi ha dues versions de la cançó, només la versió de Hartman es va publicar comercialment.
Steinman més tard va recordar que pensava que el guió era "terrible", però va pensar que la pel·lícula seria un gran èxit, en part a causa de l'entusiasme de Joel Silver:
| « | [Va dir] aquesta pel·lícula tracta sobre imatges. Es tracta d'excitació, es tracta d'emocions. No et preocupis pel guió... Després anem a la primera edició, el primer tall de la pel·lícula a la sala de projeccions i som [Jimmy] Iovine i jo i Joel Silver... I uns 20 minuts després de la pel·lícula Jimmy es gira cap a mi i se'n va... aquesta pel·lícula és una merda, no? És molt dolenta. Vaig dir, sí, és un guió molt dolent... Joel està a l'altra banda, què faré després? Hi ha d'haver un proper projecte, i estan asseguts allà i hi ha tantes lliçons que vaig aprendre durant aquesta pel·lícula. Crec que va superar el pressupost de 14 milions de dòlars, i vaig seguir dient a Joel, com ho permeten? Perquè no paraven de cridar-nos, està per sobre del pressupost. Vaig dir, com, i ells, ho has d'entendre, ho van construir tot, Walter Hill no volia anar a Chicago. La història va tenir lloc a Chicago, així que van construir Chicago a LA. | » |

Steinman ha dit que els cineastes estaven convençuts que tindrien els drets de la cançó de Bruce Springsteen Streets of Fire, i van filmar un final utilitzant-la. Tanmateix, quan es van adonar que no ho aconseguirien a temps, van demanar a Steinman una cançó, que va escriure en dos dies.
| « | Així que vaig escriure aquesta cançó que m'encantava i els vaig enviar i ell i Joel, ho recordo, em van deixar un gran missatge dient: t'odio, bastard, m'encanta aquesta cançó. Ho haurem de fer. Haurem de reconstruir el Wiltern Theatre, que havien enderrocat, va ser un milió de dòlars per refer el final... i vaig sentir tota la seva hostilitat per Universal. Un tipus que es deia Sean Daniels, que era el cap de producció, un dia em va dir: bé, hi ha hostilitat perquè entenem que vas esperar uns vuit mesos per arribar a la cançó final i no ho vas fer mai. Vaig dir, on ho has sentit? Ho vaig fer en dos dies. Va dir, Jimmy Iovine. Així que vaig anar amb Jimmy Iovine i li vaig dir tot això, sí, és veritat, ho sé. T'he culpat però no pots estar molest amb mi. No sóc com un escriptor. He de fer el meu camí amb aquesta gent. Havia de tenir un boc expiatori. | » |

The Blasters, que va rebutjar l'oportunitat d'aparèixer a 48 Hours de Hill, apareixen a la pel·lícula interpretant dues cançons.
Walter Hill havia treballat amb Ry Cooder algunes vegades anteriorment, però Cooder no va fer la partitura original. Hill no estava content amb aquesta partitura i li agradava la música que Cooder havia escrit per a Stroker Ace que el director d'aquella pel·lícula no havia volgut utilitzar.

### Llista de cançons
| 1. | «Nowhere Fast»      | Fire Inc.         | 6:02 |
| 2. | «Sorcerer»          | Marilyn Martin    | 5:06 |
| 3. | «Deeper and Deeper» | The Fixx          | 3:45 |
| 4. | «Countdown to Love» | Greg Phillinganes | 3:00 |
| 5. | «One Bad Stud»      | The Blasters      | 2:28 |

| 6.  | «Tonight Is What It Means to Be Young» | Fire Inc.    | 6:58 |
| 7.  | «Never Be You»                         | Maria McKee  | 4:06 |
| 8.  | «I Can Dream About You»                | Dan Hartman  | 4:07 |
| 9.  | «Hold That Snake»                      | Ry Cooder    | 2:36 |
| 10. | «Blue Shadows»                         | The Blasters | 3:17 |

### Llistes
| Llistes (1984)                | Posició més alta |
| ----------------------------- | ---------------- |
| Austràlia (Kent Music Report) | 60               |

## Estrena

### Reacció
Larry Gross recorda que els cineastes eren optimistes abans de l'estrena:
| « | Tots sabíem en el nostre cor que Michael estava decebedor. Vam sentir que havíem compensat adequadament fent un món divertit, emocionant i estilitzat. Ja saps, em va decebre en un aspecte: una veu en off de la germana d'en Tom que teníem, que més tard en Walter va decidir tallar. Um, hi havia un parell de coses a la narració que em semblava que s'havien sortit i que probablement haurien d'haver-hi quedat. Al mateix temps, jo mateix vaig quedar noquejat pel que Walter i (el director de fotografia) Andy Laszlo i el nostre editor estaven fent visualment a la pel·lícula. I vaig sentir que, mentre mirava el procés de postproducció que passava, només veia la pel·lícula cada cop millor. Més impressionant. Fins al punt que vaig pensar que aniria bé. I vaig pensar que havíem fet el que ens vam proposar. Va crear el món que ens vam proposar crear... Va ser una pel·lícula que es va construir per tenir èxit. És divertida. La pel·lícula es va projectar molt, molt bé. Recordo que, després de les primeres projeccions, la gent em va dir que seria ric de per vida. Hi va haver un fort amor i confiança infinits. | » |

## Recepció

### Taquilla
Streets of Fire va sortir malament a la taquilla, estrenant-se en 1.150 sales l'1 de juny de 1984 i va recaptar 2,4 milions de dòlars durant el seu primer cap de setmana. Després de 10 dies, va guanyar 4,5 milions de dòlars, mentre que el seu company d'obertura Star Trek 3: A la recerca de Spock va recaptar 34,8 milions de dòlars al mateix temps.
Gross diu que Hill estava fent Brewster's Millions en aquell moment. "Joel va parlar per telèfon amb Universal i va dir: "Estem morts." Ens vam asseure, recordo, en un petit parc. Al centre de LA. I vam començar a riure, d'aquesta manera la gent fa quan les coses són terribles... .Hi ha la cançó de la pel·lícula que es diu "Tonight Is What It Means to Be Young". I recordo, al parc, en Joel dient: "Avui és el que significa estar mort".
La pel·lícula va guanyar un total de 8 milions de dòlars a Amèrica del Nord, en comparació amb un pressupost de producció de 14,5 milions de dòlars.
"Em vaig destrossar quan la pel·lícula no va funcionar", va dir Gross. "Això em va trencar el cor... Esperava, quan acabés la pel·lícula, que tingués una forma i un disseny que tinguessin un impacte real. I després no va ser així, i això va ser trist."

### Resposta crítica
Al lloc web de l'agregador de ressenyes Rotten Tomatoes, el 68% de les crítiques de 28 crítiques són positives, amb una valoració mitjana de 6,10/10. El consens del lloc web diu: Streets of Fire de vegades pot trencar-se sota la tensió de la seva ambiciosa fusió de gèneres diferents, però l'estil de bravura de Walter Hill dona combustible musical a aquesta motocicleta per cremar.
Janet Maslin de The New York Times com que el guió de la pel·lícula és misògin i "problemàticament cru."
Gary Arnold va escriure a The Washington Post que, com a "protagonistes romàntics, Paré i Lane són pràcticament un desgast", i que "la majoria dels clímaxs d'acció es tracten com a descarregadors que et comença a preguntar si van avorrir el director."
Jay Scott va escriure a The Globe and Mail que "quan Streets of Fire passa a velocitat com Mercury a la metedrina, la pressa que queda al seu pas cancel·la les qüestions de contingut. Però en el moment en què l'impuls s'alenteix, és una altra història: una història sobre una pel·lícula sense cap història."
En un assaig per a Film Comment, David Chute va escriure: "Probablement és impossible no gaudir de la pel·lícula. Cap director posa una espelma a Hill per pura experiència visceral. Però els estats d'ànim no es van perdurar. És tan dura la pel·lícula que amb prou feines té estats d'ànim."
Roger Ebert va escriure que "l'idioma també és estrany: és dur, però no amb la duresa del 1984. Sembla la manera en què els nois veritables haurien parlat a finals de la dècada de 1950, només amb unes poques paraules diferents, com si aquest món hagués evolucionat un llenguatge lleugerament diferent."

### Llegat
El guionista Larry Gross va dir que la pel·lícula ha estat influent:
| « | El que sigui bo, dolent o indiferent de Streets of Fire, va tenir un gran impacte en altres cineastes. Les dues pel·lícules que van sortir els anys posteriors estan completament saturades en la iconografia de Streets of Fire són RoboCop i Se7en' '. Se7en té lloc en un altre món. No és Nova York. No és Chicago. Un món on plou tot el temps, sempre fosc. Sempre de nit, gairebé. Són dues pel·lícules molt reeixides que van descobrir com fer l'estilització amb la quantitat adequada de velocitat que van enganxar l'audiència. I crec que si haguéssim fet més sang, les nostres possibilitats d'enganxar l'audiència serien més grans. | » |

Streets of Fire té diverses similituds amb l'èxit de Capcom del 1989, el videojoc beat 'em up Final Fight. En una entrevista de 2007, la revista Retro Gamer va preguntar al dissenyador del joc Akira Nishitani sobre les semblances. Nishitani va dir que, en aquell moment, l'equip no era "conscient de Streets of Fire, però l'he googlejat i sembla que hi ha alguna cosa familiar", però que "aquest estil de la història era molt popular aleshores" i molts "jocs de lluita en van fer ús" així que "Suposo que formàvem part d'aquesta multitud!"

### Reconeixements

#### Premis
XVII Festival Internacional de Cinema Fantàstic de Sitges
- Millor actriu: Amy Madigan (1984)[29]

Premis Kinema Junpo
- Millor pel·lícula en llengua estrangera: Walter Hill[30]

#### Nominacions
Premi Golden Raspberry
- Pitjor actriu secundària: Diane Lane (1984)[31]

## Possibles seqüeles
Streets of Fire estava pensat per ser el primer d'una trilogia projectada titulada The Adventures of Tom Cody, amb Hill titulant provisionalment les dues seqüeles The Far City i Cody's Return.
El guió de 'Streets of Fire' va resultar amb l'expectativa que Streets of Fire fos seguit de The Long Night,' Book Two in The Adventures of Tom Cody.
Paré va recordar més tard:
| « | Em van dir que seria una trilogia. Què va passar que totes les persones que van fer Streets of Fire van deixar Universal Studios i van anar a la 20th Century Fox. Es va fer a Universal, així que tenien els drets de la història. Així que va quedar enrere. Joel Silver em va dir que la seqüela s'ambientaria a la neu i que la següent pel·lícula es situaria al desert. | » |

Tanmateix, el fracàs de la pel·lícula a taquilla va posar fi al projecte. En una entrevista, poc després de l'estrena de la pel·lícula, Paré va dir: "A tothom li va agradar i, de sobte, no els va agradar. Ja estava preocupat per si hauria de feu la seqüela o no."

### Road to Hell
El 2008 es va fer una seqüela no oficial titulada Road to Hell, dirigida per Albert Pyun, i amb Paré interpretant Tom Cody, i Deborah Van Valkenburgh interpretant la seva germana. Reva Cody.